# Regroupement national-républicain socialiste
Le Regroupement national-républicain socialiste (en italien: Raggruppamento nazionale repubblicano socialista, R.N.R.S.) était une association de la République sociale italienne qui a créé le trinôme "Italie, République, socialisation", slogan inventé et diffusé par Benito Mussolini lors de son discours sur le sauvetage, organisé au Théâtre lyrique de Milan le 16 décembre 1944.

## Histoire
La formation est née en février 1945 dans l'intention de "jeter un pont" entre fascistes et antifascistes, en mettant un accent particulier sur la socialisation de l'économie promise par le Manifeste de Vérone. Parmi les principaux promoteurs figuraient le philosophe Edmondo Cione et l'ancien syndicaliste révolutionnaire Pulvio Zocchi, en contact avec le fasciste Gastone Gorrieri. Le groupe a pris contact avec le même Benito Mussolini, qui a donné son accord à l'expérience à condition que l'association accepte de se déplacer dans le champ politique et social délimité par le Duce dans son discours sur le sauvetage. Le RNRS est né et a été toléré par le Parti fasciste républicain uniquement dans le but de créer une base de consensus plus large pour la République de Salò et dans le but de diviser l'unité du front antifasciste, en attirant des forces non-communistes. Et peut-être, comme le montrent les démarches entreprises par Cione vers certains secteurs de l'antifascisme militant, pour jeter les bases d'un passage du pouvoir après l'effondrement de la RSI. Au total, le regroupement a exercé une activité presque insignifiante, car il n’est même pas donné de savoir.
Ils étaient en contact avec des membres du mouvement socialiste tel que Carlo Silvestri et Concetto Pettinato et d'anciens syndicalistes révolutionnaires (la participation de Walter Mocchi est controversée), à laquelle d'autres noms moins illustres ont adhéré.
La nouvelle de la naissance du Regroupement a suscité des appréhensions à Berlin, où l'on craignait un possible virage "à gauche" du fascisme. Mussolini, lors d'une conversation avec l'ambassadeur allemand, Rudolf Rahn, tenta de le rassurer en déclarant:
"Pour tromper nos adversaires, je suis parti, dès que je pensais que le nouveau fascisme en Italie était assez fort, que certains contre-courants disaient le leur, notamment en permettant à un groupe d'opposition de se former sous la direction du professeur Cione. Le professeur Cione n'a pas une grande tête et ne réussira pas. Mais les personnes qui essaient maintenant de créer un alibi se rassembleront autour de lui et seront donc perdues pour le Comité de libération, ce qui est beaucoup plus dangereux,."
Toujours avec l'approbation de Benito Mussolini, le regroupement a été autorisé également à la presse d'un journal politique, L'Italia del Popolo, qui a vécu une vie courte et troublée à la fois opposée par les Allemands et par les extrémistes fascistes et par les forces du CLN.
Par la suite, le Regroupement national-républicain socialiste a pris le nom de Parti républicain socialiste italien, ce qui a mis fin à l'existence politique de la RSI.